# الاحتجاجات الأفغانية 2021
الاحتجاجات الأفغانية 2021 هي احتجاجات مستمرة في أفغانستان ضد حركة طالبان.

## خلفية
خلال هجوم طالبان 2021 وعندما استولى مقاتلو طالبان على مساحات شاسعة من الأراضي وهاجموا عدة مدن، بدأ عدد من المدنيين احتجاجات مؤيدة للحكومة ضد طالبان. في 2 أغسطس نزلت أعداد كبيرة من الناس في مدينة هيرات الغربية إلى أسطح منازلهم. في اليوم التالي انتشرت احتجاجات مماثلة في أماكن أخرى: استخدم سكان كابول نفس صرخة الحشد أثناء تجمعهم معًا في الشوارع ملوحين بالعلم الأفغاني. جاء ذلك بعد وقت قصير من انفجار قوي استهدف منزل وزير الدفاع على يد طالبان. ألهمت الاحتجاجات في هرات الاحتجاجات في مقاطعات ننجرهار وخوست وكونار وباميان.
في 15 أغسطس 2021 استولت طالبان على كابول. أدى ذلك إلى إصابة الكثيرين بالذعر، مما أدى إلى إجلاء العسكريين وموظفي السفارات والمدنيين جزئيًا.

## الاحتجاجات
في 17 أغسطس 2021 تم الإبلاغ عن احتجاجات صغيرة تتكون من النساء في كابول للمطالبة بحقوق متساوية للمرأة.
ظهرت احتجاجات أكبر في مدن شرق البشتون في اليوم التالي. في 18 أغسطس فتحت حركة طالبان النار على المتظاهرين في جلال أباد، مما أسفر عن مقتل 3 وإصابة أكثر من عشرة. لقد وعدت طالبان بألا تكون وحشية في الطريقة التي يحكمون بها. قال الشهود إن الوفيات حدثت عندما حاول السكان المحليون تثبيت العلم الوطني الأفغاني في ميدان في جلال آباد. كما وردت تقارير عن أشخاص حاولوا رفع العلم الوطني لأفغانستان في مدينتي خوست وأسد آباد الشرقيتين.
في اليوم التالي 19 أغسطس وهو يوم الاستقلال الأفغاني، ورد أن الاحتجاجات امتدت إلى المزيد من المدن، بما في ذلك احتجاجات منفصلة كبيرة في كابول، حيث تجمع 200 شخص في مظاهرة واحدة قبل تفريقها بالقوة من قبل طالبان. في وقت لاحق من يوم 19 ذكرت بعض المنافذ أن الاحتجاجات في كابول قد تضخمت إلى آلاف المتظاهرين. كانت هناك تقارير متعددة عن تمزيق علم طالبان واستبداله بعلم جمهورية أفغانستان الإسلامية، وورد أن المتظاهرين كانوا يرفعون العلم الأخير. تم الإبلاغ عن مقتل العديد من المتظاهرين بعد إطلاق النار عليهم أثناء قيامهم بالتلويح بالأعلام الوطنية خلال عيد الاستقلال الأفغاني في أسد أباد، حيث تم وصف «مئات الأشخاص» بالانضمام إلى الاحتجاج. في كابول في التاسع عشر من الشهر حمل موكب من السيارات والناس لونًا أفغانيًا ثلاثي الألوان طويلًا في رمز التحدي. في مقاطعة خوست وفي 19 أغسطس قامت حركة طالبان بتفريق مظاهرة أخرى، وأعلنت حظر تجول لمدة 24 ساعة. في هذه الأثناء وفي مقاطعة ننجرهار نُشر مقطع فيديو يظهر متظاهرًا ينزف مصابًا بطلق ناري أثناء حمله بعيدًا.
أمر الله صالح نائب الرئيس السابق والرئيس الأفغاني بالإنابة والمعلن من قبل مقاومة بنجشير وفقًا للدستور الأفغاني في حالة هرب الرئيس الأسبق أشرف غني إلى الخارج، حيا المتظاهرين "الذين يحملون العلم الوطني وبالتالي يقفون إلى جانبهم. في 19 أغسطس كانت أولوية الولايات المتحدة لا تزال موجهة نحو تأمين محيط المطار، بالإضافة إلى زيادة عدد الأشخاص الذين تم إجلاؤهم من العاصمة كابول، حسبما كشف مسؤولو البنتاغون.
في 20 أغسطس عقدت النساء الأفغانيات تجمعًا احتجاجيًا حول مخاوفهن بشأن المستقبل وحول مشاركة المرأة في الحكومة الجديدة. وقالت الناشطة الحقوقية فريحة إيسر: «لن نتنازل عن حقنا في التعليم والعمل وحقنا في المشاركة السياسية والاجتماعية».

## رد طالبان
على الرغم من وعود الاعتدال، ورد أن قوات طالبان اعتدت على الصحفيين الذين كانوا يغطون الاحتجاجات في جلال آباد وكابول.
في 19 أغسطس حثت طالبان علماء الدين المسلمين على إخبار أتباعهم بالبقاء في البلاد ومواجهة «الدعاية السلبية» يوم الخميس، وحثوا الأفغان على العودة إلى العمل. كما دعت طالبان الأئمة قبيل صلاة الجمعة إلى إقناع الناس بعدم مغادرة البلاد.